# Pankaj Mishra
Pankaj Mishra (Paṅkaja Miśrā; Jhansi, Uttar Pradesh, India- 1969) és un escriptor, assagista i novel·lista indi que el 2014 va rebre el Premi Windham–Campbell en la categoria de no-ficció.
El novel·lista i assagista Pankaj Mishra (Jhansi, nord de l'Índia, 1969) és capaç d'aplicar a l'Orient i a l'Occident la seva mirada atenta i erudita i el seu afinat sentit de l'humor. Acaba de rebre el Premi Internacional d'Assaig Palau i Fabre pel seu darrer llibre De las ruinas de los imperios. La rebelión contra Occidente y la metamorfosis de Asia (Galaxia Gutenberg, 2014), que li ha valgut també el prestigiós Windham-Campbell Prize. El llibre narra l'esforç de set pensadors independents de diferents indrets d'Àsia per crear una tradició intel·lectual pròpia que pogués contrarestar l'impacte del colonialisme i servir d'inspiració per l'ascens i la preeminència del continent asiàtic. Aquesta mirada sobre la influència política i cultural d'Occident i els processos postcolonials travessa tots els seus llibres, des de Els romàntics (Empúries i Anagrama, 2000), fins a Pollo a la mantequilla en Ludhiana: viaje por la India provinciana (Barataria, 2002), An End to Suffering. The Buddha in the World (Picador, 2005) o Temptations of the West: How to be Modern in India, Pakistan, Tibet and Beyond (Farrar, Straus and Giroux, 2006). Mishra col·labora també amb The New York Review of Books, New Yorker, Foreign Affairs, Granta, The Nation, Time i un llarg etcètera.

## Publicacions (en anglès)
- Butter Chicken in Ludhiana: Travels in Small Town India (1995)
- The Romantics (1999)
- An End to Suffering: the Buddha in the World (2004)
- India in Mind, edited by Pankaj Mishra (2005)
- Temptations of the West: How to Be Modern in India, Pakistan, Tibet, and Beyond (2006)
- From the Ruins of Empire: The Intellectuals Who Remade Asia (2012)
- A Great Clamour: Encounters with China and Its Neighbours (2013)
- Age of Anger: A History of the Present (2017) ISBN 9780374274788